# Dąbrowa-Bybytki
Dąbrowa-Bybytki – wieś w Polsce położona w województwie podlaskim, w powiecie wysokomazowieckim, w gminie Szepietowo.
W latach 1975–1998 miejscowość administracyjnie należała do województwa łomżyńskiego.
Wierni kościoła rzymskokatolickiego należą do parafii św. Stanisława Biskupa i Męczennika w Dąbrowie Wielkiej.

## Historia
W I Rzeczypospolitej miejscowość w ziemi drohickiej, w parafii Dąbrowa Wielka. Dziedzic tej wsi, Szymon Stanisławowicz stawił się w sierpniu 1565 r. na wojnę z Moskwą. Dwa lata później na wojnę do Mołodeczna wyruszyli: Abram Stanisławowicz, Maciej i Paweł Marcinowiczowie i Jan Bernatowicz Żebro.
W latach 1673–1674 w Bybytkach było 5 gospodarstw drobnoszlacheckich należących do Dąbrowskich i Żebrowskich. Pobliski folwark był własnością Macieja Sobolewskiego.
Niektórzy, często częściowi właściciele wsi:
- 1728 – Ludwik Sobolewski
- 1754 – Jan Sobolewski
- 1758–1760 – Tomasz Sobolewski
- Markowscy, w 1790 r. w dworze w Bybytkach zmarła stuletnia Brygida, żona Tomasza Markowskiego, cześnika podlaskiego
- 1800 – Jan Sienicki
- Ołdakowscy
- Dąbrowscy, 1834 – Jan Dąbrowski
- Rzeczkowscy
- Cukier
- Lewin
- Kamiński
- od 1898 r. właścicielami byli Włodkowie[8]

W XIX w. miejscowość tworzyła tzw. okolicę szlachecką w powiecie mazowieckim, gmina Szepietowo, parafia Dąbrowa Wielka.
W roku 1827 w skład tej okolicy wchodziły:
- Dąbrowa-Bybytki, 9 domów i 66 mieszkańców. Folwark Bybytki z przyległymi w Łazach i Nowejwsi o powierzchni 324 morgów. Żydowskimi arendarzami byli w tym czasie: Szloma Aronowicz i jego żona Rywka Choczkowiczówna[8]
- Dąbrowa-Cherubiny, 17 domów i 95 mieszkańców,
- Dąbrowa-Gogole, 14 domów i 71 mieszkańców,
- Dąbrowa-Kity, 3 domy i 23 mieszkańców
- Dąbrowa-Łazy, 29 domów i 170 mieszkańców,
- Dąbrowa-Michałki, 21 domów i 125 mieszkańców,
- Dąbrowa-Moczydły, 24 domy i 149 mieszkańców,
- Dąbrowa-Nowawieś,
- Dąbrowa-Szatanki, 98 domów i 60 mieszkańców,
- Dąbrowa-Tworki, 6 domów i 46 mieszkańców,
- Dąbrowa-Wielka,
- Dąbrowa-Dołęgi, 28 domów i 139 mieszkańców,
- Dąbrowa-Rawki, 17 domów i 127 mieszkańców (obecnie nie istnieje),
- Dąbrowa-Zgniła, parafia Jabłonka, 31 domów i 150 mieszkańców (obecnie nie istnieje)[9].

Współcześnie istnieją również:
- Dąbrowa-Kaski
- Dąbrowa-Wilki
- Dąbrowa-Zabłotne

W roku 1921 wyszczególniono:
- wieś Dąbrowa-Bybytki. Było tu 8 budynków z przeznaczeniem mieszkalnym oraz 43 mieszkańców (21 mężczyzn i 22 kobiety). Wszyscy podali narodowość polską
- folwark Dąbrowa Bybytki, gdzie naliczono 3 budynki z przeznaczeniem mieszkalnym oraz 104 mieszkańców (44 mężczyzn i 60 kobiet). Narodowość polską podało 95 osób, a białoruską 9[10].

## Obiektyzabytkowe
- murowany czworak podworski z końca XIX w.
- murowana kapliczka z figurą Matki Boskiej z 1915 r.
- krzyż przydrożny z 1894 r.[11]